# Emilio O. Rabasa
Emilio Óscar Rabasa Mishkin (Mexico-Stad, 23 januari 1925 - aldaar, 14 juni 2008) was een Mexicaans politicus, jurist en diplomaat.
Rabasa was de zoon van de prominente jurist Oscar Rabasa. Rabasa studeerde rechtsgeleerdheid aan de Nationale Autonome Universiteit van Mexico (UNAM), waar hij later stichter was van de Faculteit der Politieke en Sociale Wetenschappen.
Rabasa werd in 1970 ambassadeur in de Verenigde Staten maar werd korte tijd later teruggeroepen naar Mexico om minister van buitenlandse zaken te worden onder president Luis Echeverría. Onder Rabasa's ministerschap verdubbelde het aantal landen waar Mexico diplomatieke betrekkingen mee onderhield, voornamelijk onder de Organisatie van Niet-gebonden Landen. Rabasa weigerde de sancties van de Organisatie van Amerikaanse Staten (OAS) tegen Cuba te volgen, en verbrak in 1973 de betrekkingen met Chili na de staatsgreep van Augusto Pinochet. Mexico opende de grenzen voor politieke vluchtelingen uit Chili en de andere Latijns-Amerikaanse militaire dictaturen.
In 1975 trad Rabasa af als protest tegen Mexico's stem voor Resolutie 3379 Algemene Vergadering Verenigde Naties, waarin het zionisme als racistisch werd bestempeld. Hij werd opgevolgd door Alfonso García Robles.
In de jaren na zijn ministerschap had hij zitting in de juridische commissie van de OAS en het Permanent Hof van Arbitrage in Den Haag. Ook publiceerde hij veel over (internationaal) recht. Emilio O. Rabasa overleed op 83-jarige leeftijd aan een hartstilstand.
- Biblioteca Nacional de España: XX5740491
- Bibliothèque nationale de France: cb129061372 (data)
- Gemeinsame Normdatei: 105669615X
- International Standard Name Identifier: 0000 0000 7690 4242
- Library of Congress Control Number: n83196563
- Nationale Bibliotheek van Israël: 987007449054305171
- Nederlandse Thesaurus van Auteursnamen: 152079521
- Réseau des bibliothèques de Suisse occidentale: 02-A003721808
- Système universitaire de documentation: 161213596
- Virtual International Authority File: 103654298
- WorldCat: E39PBJvXmdxRwrhWR44rmQgVG3